# Saint-Lanne
Pour les articles homonymes, voir Lanne (homonymie).
Saint-Lanne est une commune française située dans le nord-ouest du département des Hautes-Pyrénées, en région Occitanie.
Sur le plan historique et culturel, la commune est dans le pays de Rivière-Basse, qui s’allonge dans la moyenne vallée de l’Adour, à l’endroit où le fleuve marque un coude pour s’orienter vers l’Aquitaine. Exposée à un climat océanique altéré, elle est drainée par le Bergons, l'Arrioutor, le Boscassé, le Saget et par divers autres petits cours d'eau.
Saint-Lanne est une commune rurale qui compte 121 habitants en 2022, après avoir connu un pic de population de 607 habitants en 1831. Ses habitants sont appelés les Saint-Lannais ou  Saint-Lannaises.

## Géographie

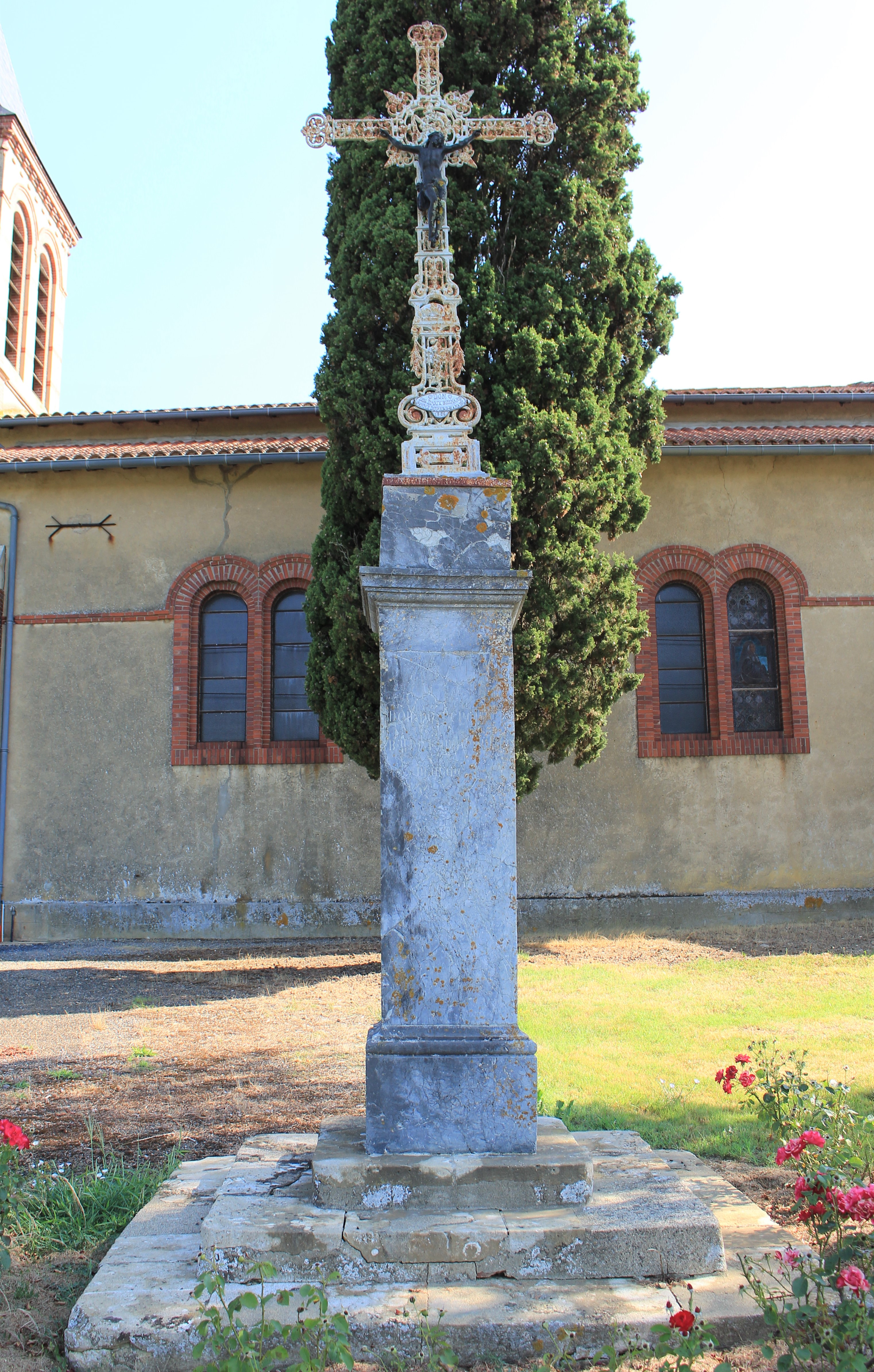
Une croix.

### Localisation
La commune de Saint-Lanne se trouve dans le département des Hautes-Pyrénées, en région Occitanie.
Elle se situe à 42 km à vol d'oiseau de Tarbes, préfecture du département, et à 16 km de Maubourguet, bureau centralisateur du canton du Val d'Adour-Rustan-Madiranais dont dépend la commune depuis 2015 pour les élections départementales.
La commune fait en outre partie du bassin de vie de Riscle.
Les communes les plus proches sont : 
Cannet (2,2 km), Castelnau-Rivière-Basse (3,0 km), Maumusson-Laguian (3,7 km), Goux (4,1 km), Aydie (4,4 km), Madiran (4,7 km), Préchac-sur-Adour (4,8 km), Jû-Belloc (5,5 km).
Sur le plan historique et culturel, Saint-Lanne fait partie du pays de Rivière-Basse, qui s’allonge dans la moyenne vallée de l’Adour, à l’endroit où le fleuve marque un coude pour s’orienter vers l’Aquitaine.

### Communes limitrophes
Les communes limitrophes sont  Arrosès, Aydie, Castelnau-Rivière-Basse, Goux, Madiran, Maumusson-Laguian, Riscle et Viella.
| Viella (Gers)                  | Maumusson-Laguian (Gers) | Riscle (Gers), Goux (Gers) |
| Aydie (Pyrénées-Atlantiques)   | Saint-Lanne              | Castelnau-Rivière-Basse    |
| Arrosès (Pyrénées-Atlantiques) | Madiran                  |                            |

### Hydrographie
Le ruisseau de Saget (affluent gauche de l'Adour) traverse la commune du sud au nord et forme la limite ouest avec la commune d'Aydie (Pyrénées-Atlantiques).
Le ruisseau de Bergons (affluent gauche de l'Adour) traverse la commune du sud au nord en son centre.
Le ruisseau de Arrioutor (affluent gauche de l'Adour) traverse  la commune du sud au nord et forme la limite est avec les communes de Castelnau-Rivière-Basse et de Goux (Gers).
Le ruisseau d'Armenlane traverse la commune d'est en ouest et forme une partie de la limite nord avec le Gers.

### Climat
Le climat est tempéré de type océanique, en raison de l'influence proche de l'océan Atlantique situé à peu près 150 km plus à l'ouest. La proximité des Pyrénées fait que la commune profite d'un effet de foehn, il peut aussi y neiger en hiver, même si cela reste inhabituel.
| Mois                              | jan.  | fév.  | mars  | avril | mai   | juin  | jui.  | août  | sep.  | oct.  | nov.  | déc.  | année   |
| --------------------------------- | ----- | ----- | ----- | ----- | ----- | ----- | ----- | ----- | ----- | ----- | ----- | ----- | ------- |
| Température minimale moyenne (°C) | 0,6   | 1,3   | 2,7   | 5,2   | 8,3   | 11,6  | 14,1  | 13,9  | 11,7  | 8     | 3,6   | 1,3   | 6,9     |
| Température moyenne (°C)          | 5,3   | 6,1   | 7,8   | 10    | 13,3  | 16,7  | 19,3  | 19    | 17,2  | 13,3  | 8,5   | 5,8   | 11,9    |
| Température maximale moyenne (°C) | 9,9   | 11    | 12,9  | 14,8  | 18,3  | 21,7  | 24,5  | 24    | 22,6  | 18,6  | 13,4  | 10,4  | 16,8    |
| Ensoleillement (h)                | 108,8 | 118,8 | 155,6 | 157,2 | 181,3 | 191,5 | 215,5 | 196,4 | 194,5 | 164,4 | 124,4 | 104,4 | 1 912,8 |
| Précipitations (mm)               | 112,8 | 97,5  | 100,2 | 105,7 | 113,6 | 80,7  | 57,3  | 70,3  | 71    | 85,2  | 93    | 112,1 | 1 099,4 |

### Milieux naturels et biodiversité
Aucun espace naturel présentant un intérêt patrimonial n'est recensé sur la commune dans l'inventaire national du patrimoine naturel,,.

## Urbanisme

### Typologie
Au 1er janvier 2024, Saint-Lanne est catégorisée commune rurale à habitat très dispersé, selon la nouvelle grille communale de densité à sept niveaux définie par l'Insee en 2022.
Elle est située hors unité urbaine et hors attraction des villes,.

### Occupation des sols
L'occupation des sols de la commune, telle qu'elle ressort de la base de données européenne d’occupation biophysique des sols Corine Land Cover (CLC), est marquée par l'importance des territoires agricoles (79,8 % en 2018), en augmentation par rapport à 1990 (77,8 %). La répartition détaillée en 2018 est la suivante : 
terres arables (42,6 %), zones agricoles hétérogènes (33,8 %), forêts (20,2 %), cultures permanentes (2,3 %), prairies (1,1 %).
L'IGN met par ailleurs à disposition un outil en ligne permettant de comparer l’évolution dans le temps de l’occupation des sols de la commune (ou de territoires à des échelles différentes). Plusieurs époques sont accessibles sous forme de cartes ou photos aériennes : la carte de Cassini (XVIIIe siècle), la carte d'état-major (1820-1866) et la période actuelle (1950 à aujourd'hui).

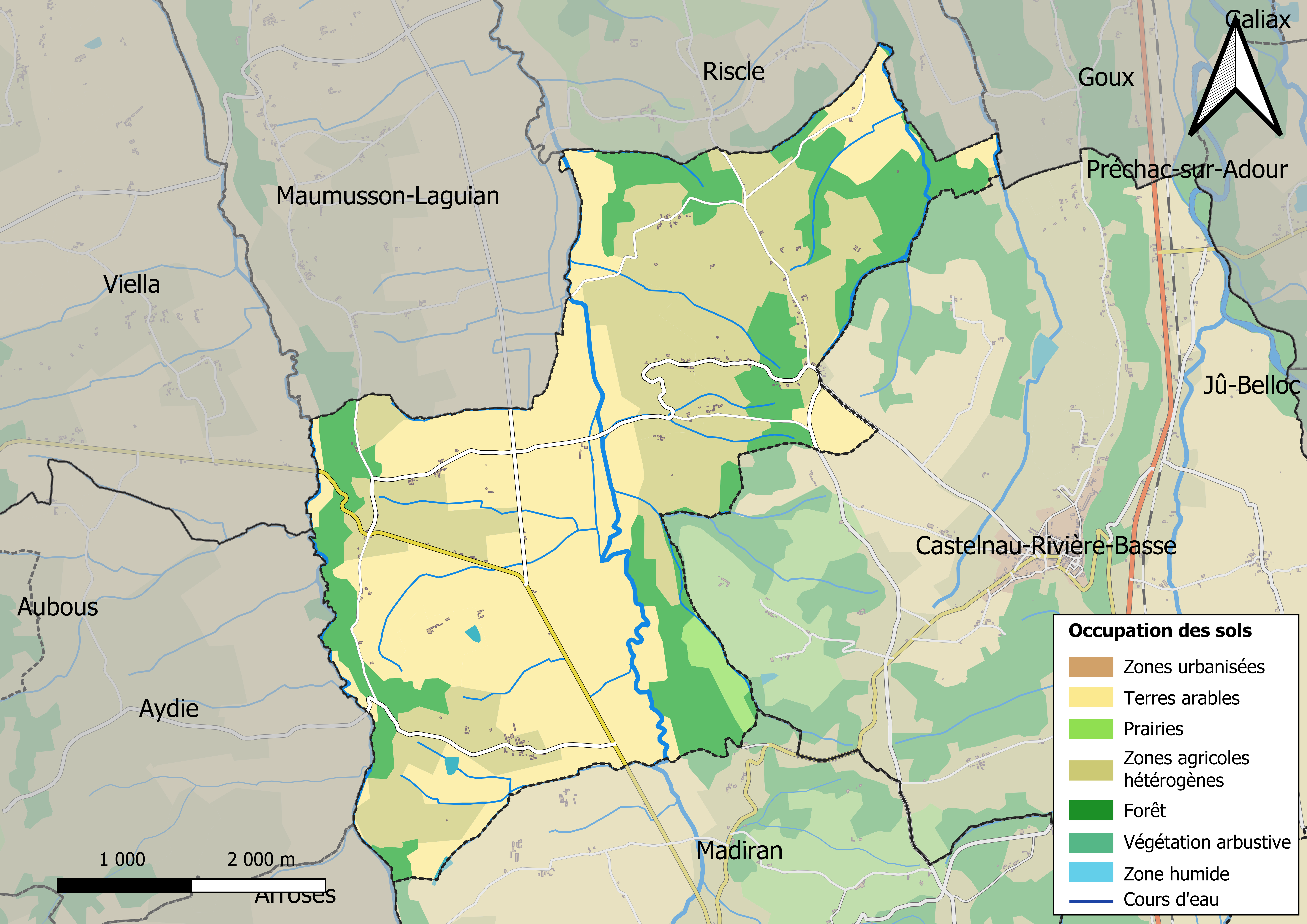
Carte des infrastructures et de l'occupation des sols en 2018 (CLC) de la commune.
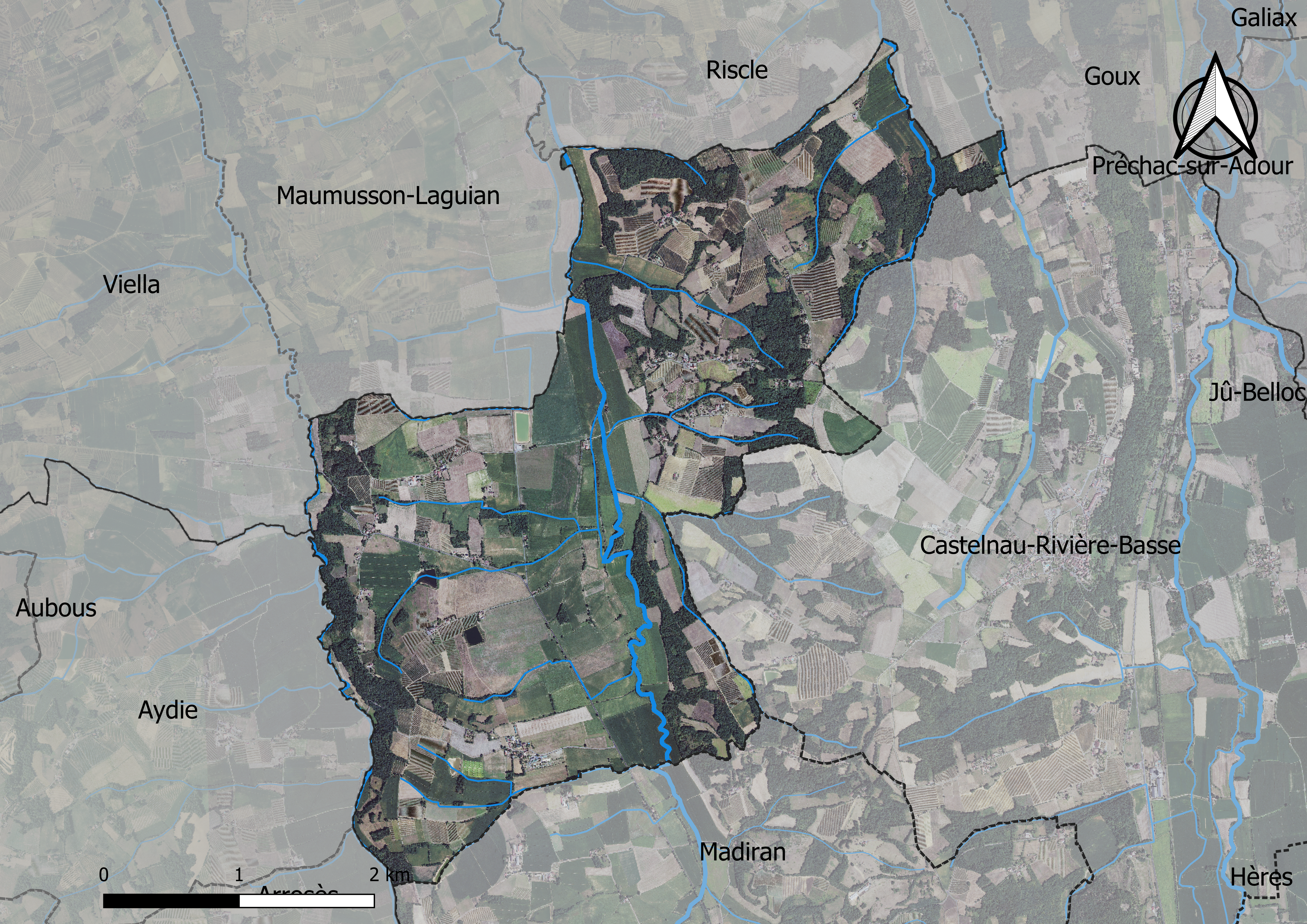
Carte orthophotogrammétrique de la commune.

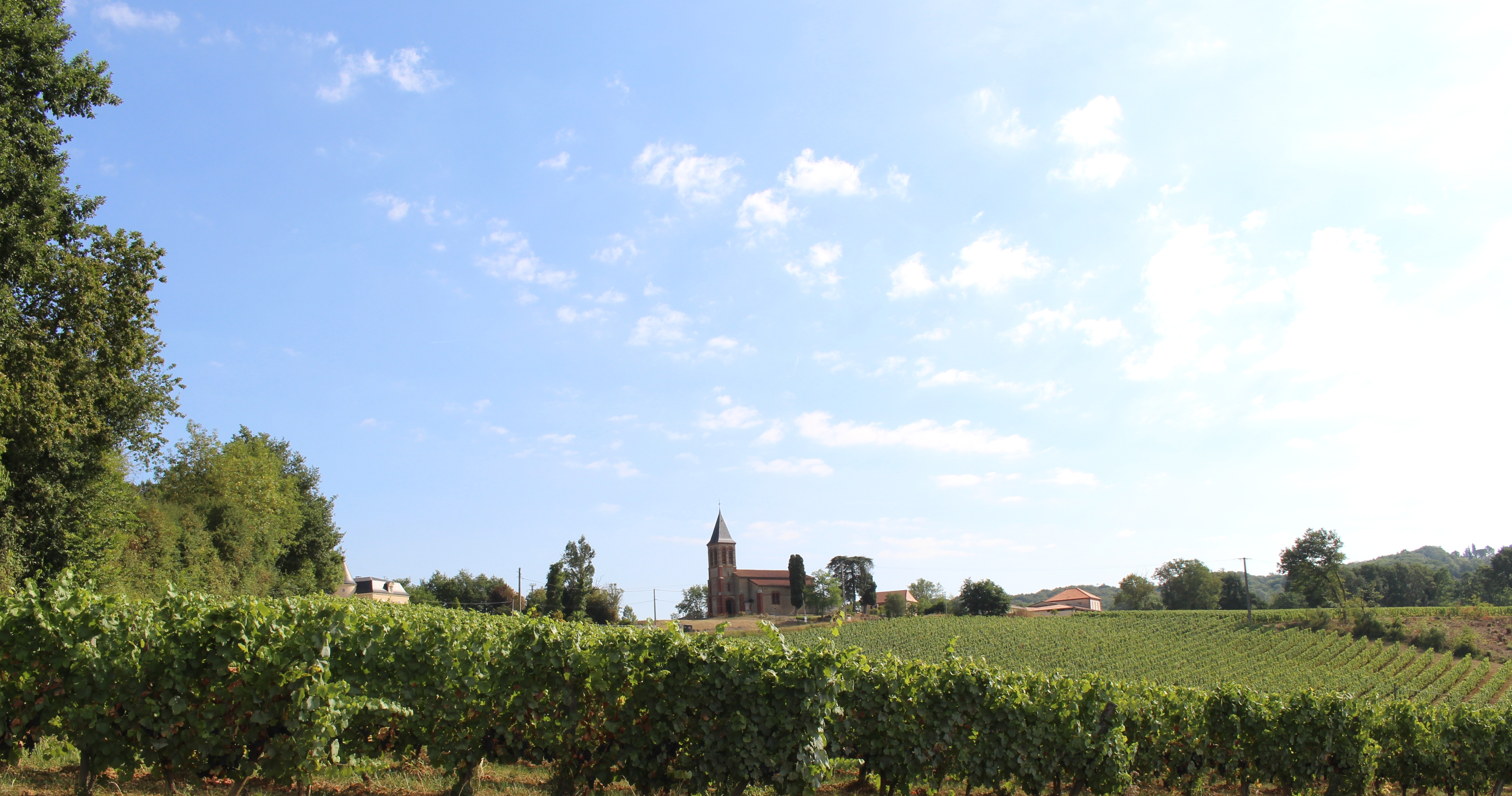
Vue en été.

### Logement
En 2012, le nombre total de logements dans la commune est de 87.

Parmi ces logements, 65,8 % sont des résidences principales, 24,8 % des résidences secondaires et 9,4 % des logements vacants.

### Voies de communication et transports
Cette commune est desservie par les routes départementales D 48, D 448 et D 465.

### Risques majeurs
Le territoire de la commune de Saint-Lanne est vulnérable à différents aléas naturels : météorologiques (tempête, orage, neige, grand froid, canicule ou sécheresse), inondations, mouvements de terrains et séisme (sismicité faible). Un site publié par le BRGM permet d'évaluer simplement et rapidement les risques d'un bien localisé soit par son adresse soit par le numéro de sa parcelle.
Certaines parties du territoire communal sont susceptibles d’être affectées par le risque d’inondation par débordement de cours d'eau, notamment le Bergons, l'Arrioutor, le Boscassé et le Saget. La cartographie des zones inondables en ex-Midi-Pyrénées réalisée dans le cadre du XIe Contrat de plan État-région, visant à informer les citoyens et les décideurs sur le risque d’inondation, est accessible sur le site de la DREAL Occitanie. La commune a été reconnue en état de catastrophe naturelle au titre des dommages causés par les inondations et coulées de boue survenues en 1982, 1999 et 2009,.
Saint-Lanne est exposée au risque de feu de forêt. Un plan départemental de protection des forêts contre les incendies a été approuvé par arrêté préfectoral le 21 avril 2020 pour la période 2020-2029. Le précédent couvrait la période 2007-2017. L’emploi du feu est régi par deux types de réglementations. D’abord le code forestier et l’arrêté préfectoral du 27 octobre 2014, qui réglementent l’emploi du feu à moins de 200 m des espaces naturels combustibles sur l’ensemble du département. Ensuite celle établie dans le cadre de la lutte contre la pollution de l’air, qui interdit le brûlage des déchets verts des particuliers. L’écobuage est quant à lui réglementé dans le cadre de commissions locales d’écobuage (CLE)

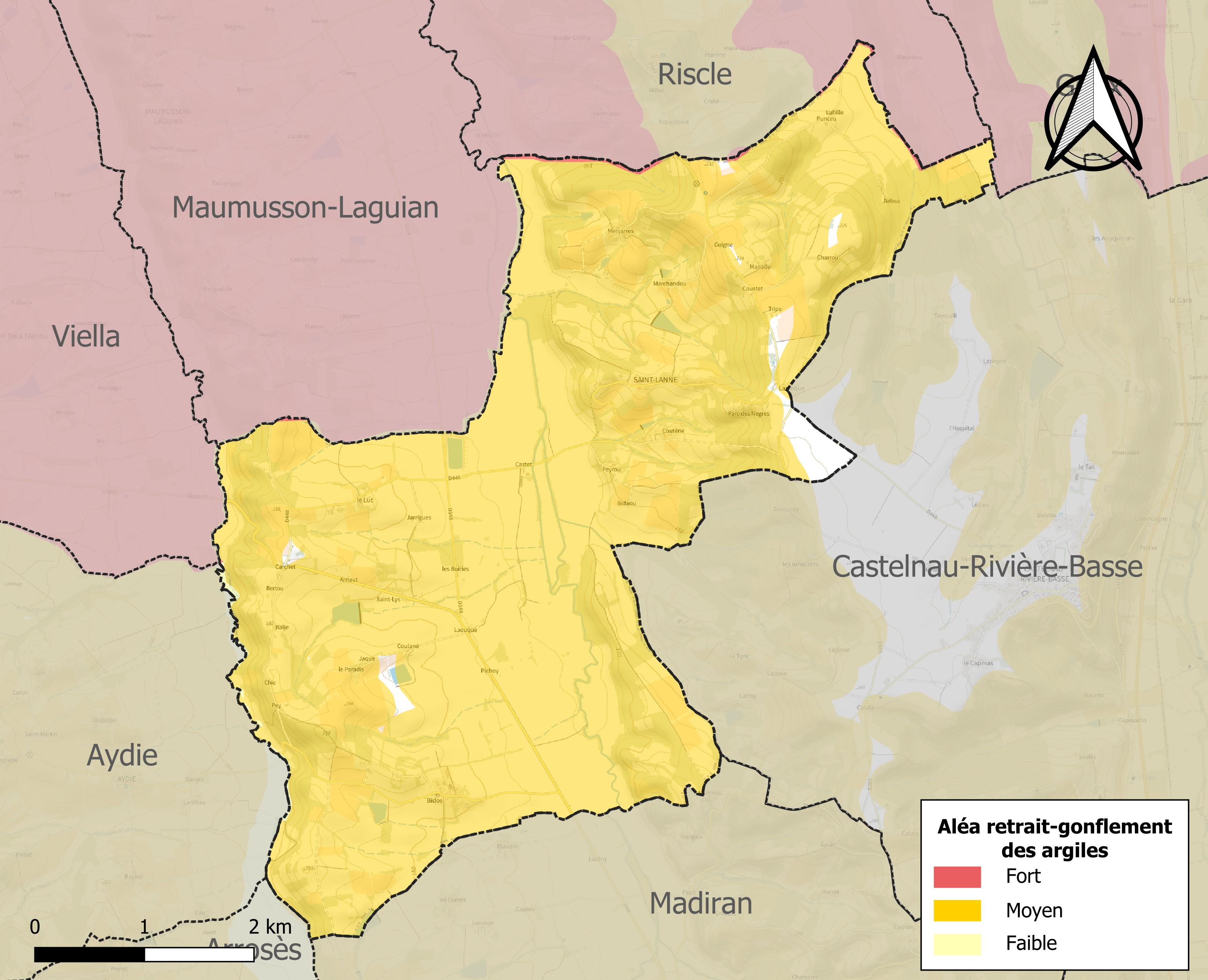
Carte des zones d'aléa retrait-gonflement des sols argileux de Saint-Lanne.

Les mouvements de terrains susceptibles de se produire sur la commune sont des tassements différentiels.
Le retrait-gonflement des sols argileux est susceptible d'engendrer des dommages importants aux bâtiments en cas d’alternance de périodes de sécheresse et de pluie. 98 % de la superficie communale est en aléa moyen ou fort (44,5 % au niveau départemental et 48,5 % au niveau national). Sur les 93 bâtiments dénombrés sur la commune en 2019, 88 sont en aléa moyen ou fort, soit 95 %, à comparer aux 75 % au niveau départemental et 54 % au niveau national. Une cartographie de l'exposition du territoire national au retrait gonflement des sols argileux est disponible sur le site du BRGM,.
Par ailleurs, afin de mieux appréhender le risque d’affaissement de terrain, l'inventaire national des cavités souterraines permet de localiser celles situées sur la commune.
Concernant les mouvements de terrains, la commune a été reconnue en état de catastrophe naturelle au titre des dommages causés par la sécheresse en 2017 et par des mouvements de terrain en 1999.

## Toponymie

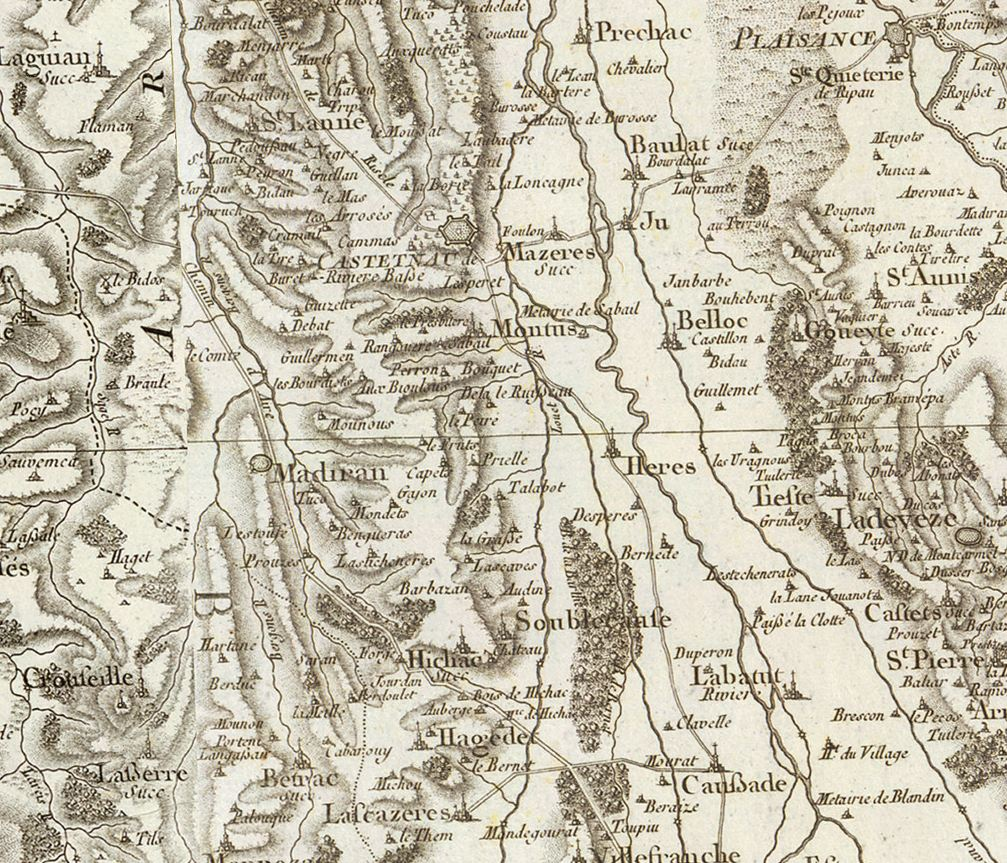
Extrait de la carte de Cassini (entre 1756 et 1789) situant Saint-Lanne au nord-ouest de Castelnau-Rivière-Basse.

On trouvera les principales informations dans le Dictionnaire toponymique des communes des Hautes-Pyrénées de Michel Grosclaude et Jean-François Le Nail qui rapporte les dénominations historiques du village :
Dénominations historiques :
- A Sen Lane, A Sent Lane (XIIe s., cartulaire Bigorre) ;
- W. Arnalt de Sent Lana (v. 1140, cartulaire Bigorre) ;
- Arnaldus de Senelana, latin et gascon (1157, cartulaire Saint-Savin) ;
- Petrus de Sentlana, dominus de Sancto Lana, latin (1300, enquête Bigorre) ;
- De Senlana (1342, pouillé de Tarbes) ;
- de Sancta Lanna, latin (1379, procuration Tarbes) ;
- Senlane (1760, Larcher, pouillé Tarbes) ;
- St Lanne (fin XVIIIe siècle, carte de Cassini).

En occitan, le nom de la commune est Senlana.

## Histoire

### Cadastre napoléonien de Saint-Lanne
Le plan cadastral napoléonien de Saint-Lanne est consultable sur le site des archives départementales des Hautes-Pyrénées.

## Politique et administration

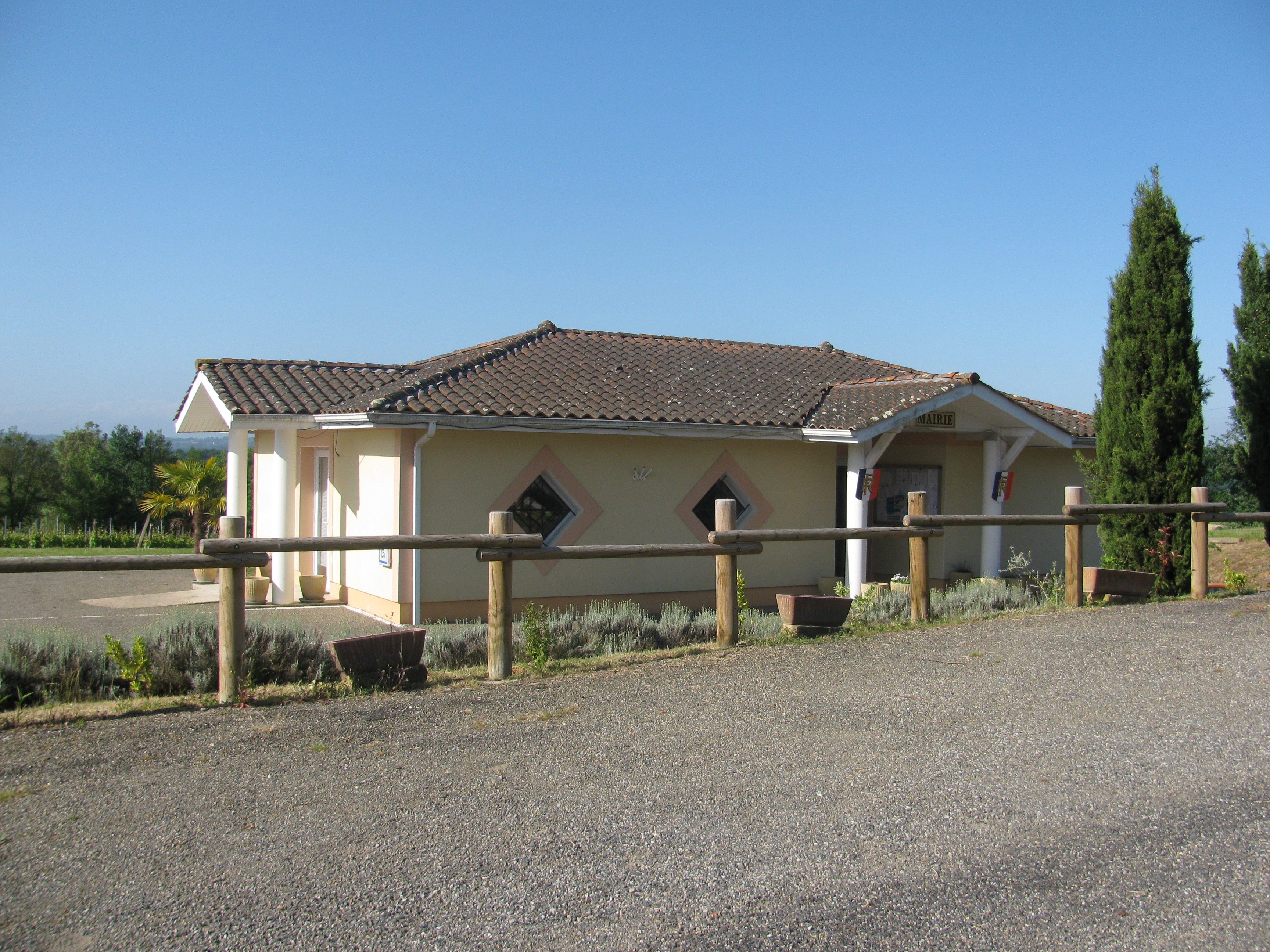
La mairie.

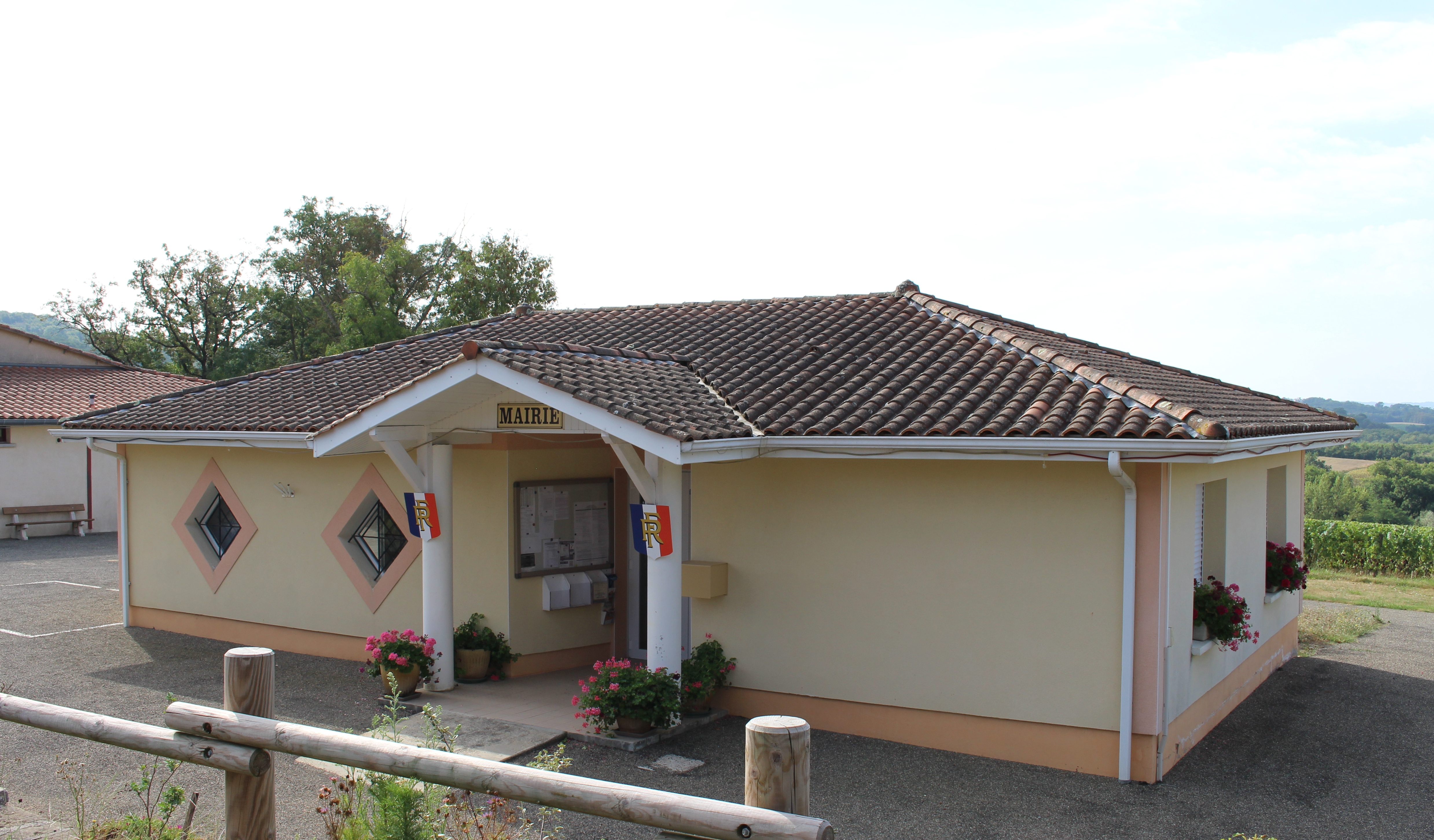
La mairie en 2016.

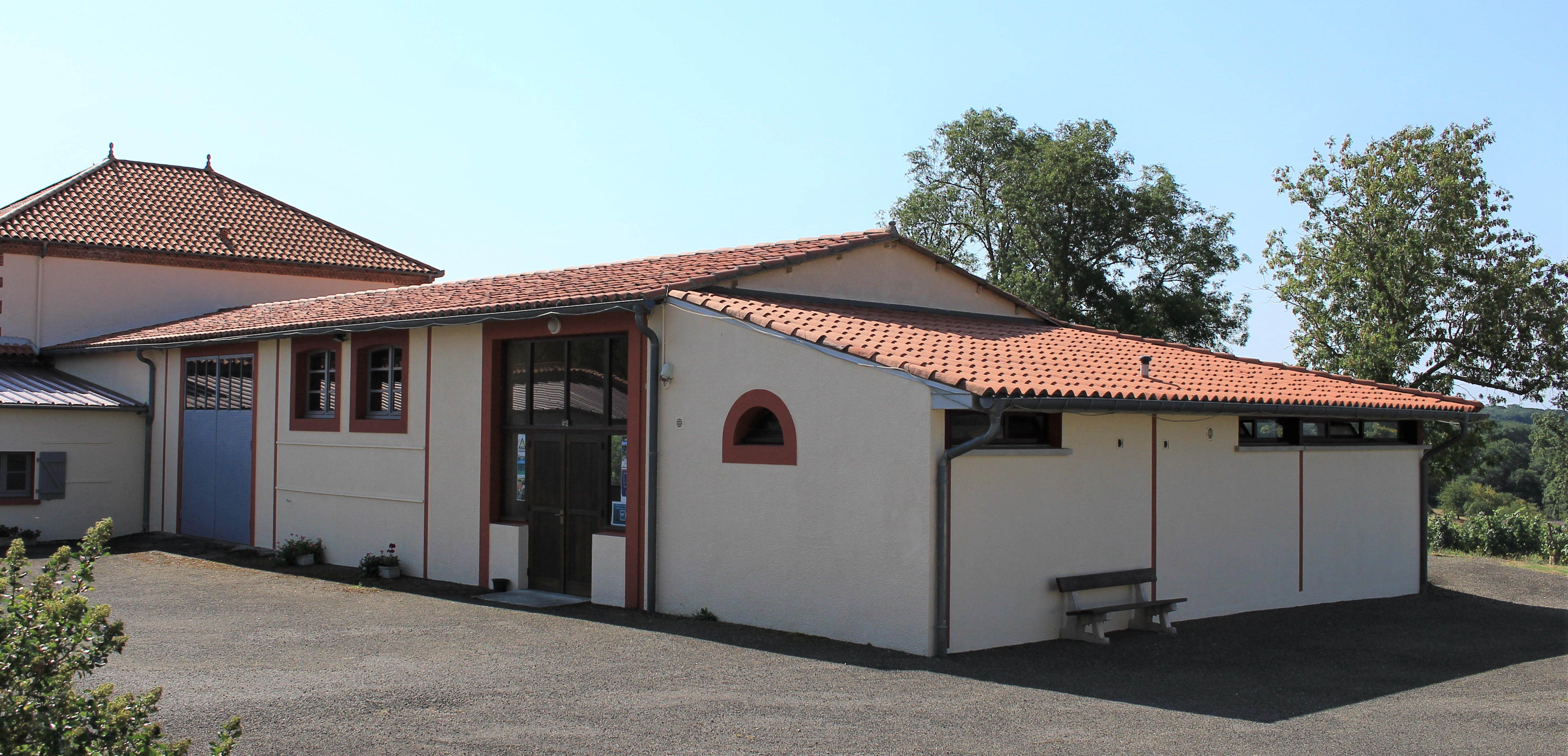
Le foyer rural en 2022.

### Liste des maires
| Période                                  | Période   | Identité                  | Étiquette | Qualité |
| ---------------------------------------- | --------- | ------------------------- | --------- | ------- |
| Les données manquantes sont à compléter. |           |                           |           |         |
|                                          |           |                           |           |         |
| avant 1995                               | mars 2001 | Guy Ponsan                | DVD       |         |
| mars 2001                                | mars 2008 | Danielle Courtade-Sanchez |           |         |
| mars 2008                                | mars 2014 | Jean-Pierre Defay         |           |         |
| mars 2014                                | En cours  | Sandrine Santacreu        |           |         |

### Rattachements administratifs et électoraux

#### Historique administratif
Sénéchaussée de Lectoure, élection d'Armagnac, pays de Rivière-Basse, canton de Castelnau-Rivière-Basse (depuis 1790).

#### Intercommunalité
Saint-Lanne appartient à la communauté de communes Adour Madiran créée en janvier 2017 qui a la particularité de réunir 72 communes de Bigorre et Béarn.

## Population et société

### Démographie
| 1793 | 1800 | 1806 | 1821 | 1831 | 1836 | 1841 | 1846 | 1851 |
| ---- | ---- | ---- | ---- | ---- | ---- | ---- | ---- | ---- |
| 542  | 426  | 530  | 606  | 607  | 585  | 543  | 583  | 534  |

| 1856 | 1861 | 1866 | 1876 | 1881 | 1886 | 1891 | 1896 | 1901 |
| ---- | ---- | ---- | ---- | ---- | ---- | ---- | ---- | ---- |
| 506  | 451  | 478  | 475  | 500  | 505  | 507  | 418  | 388  |

| 1906 | 1911 | 1921 | 1926 | 1931 | 1936 | 1946 | 1954 | 1962 |
| ---- | ---- | ---- | ---- | ---- | ---- | ---- | ---- | ---- |
| 358  | 336  | 327  | 299  | 287  | 264  | 268  | 268  | 238  |

| 1968 | 1975 | 1982 | 1990 | 1999 | 2005 | 2006 | 2010 | 2015 |
| ---- | ---- | ---- | ---- | ---- | ---- | ---- | ---- | ---- |
| 208  | 166  | 154  | 125  | 119  | 134  | 137  | 120  | 135  |

| 2020 | 2022 | - | - | - | - | - | - | - |
| ---- | ---- | - | - | - | - | - | - | - |
| 122  | 121  | - | - | - | - | - | - | - |

### Enseignement

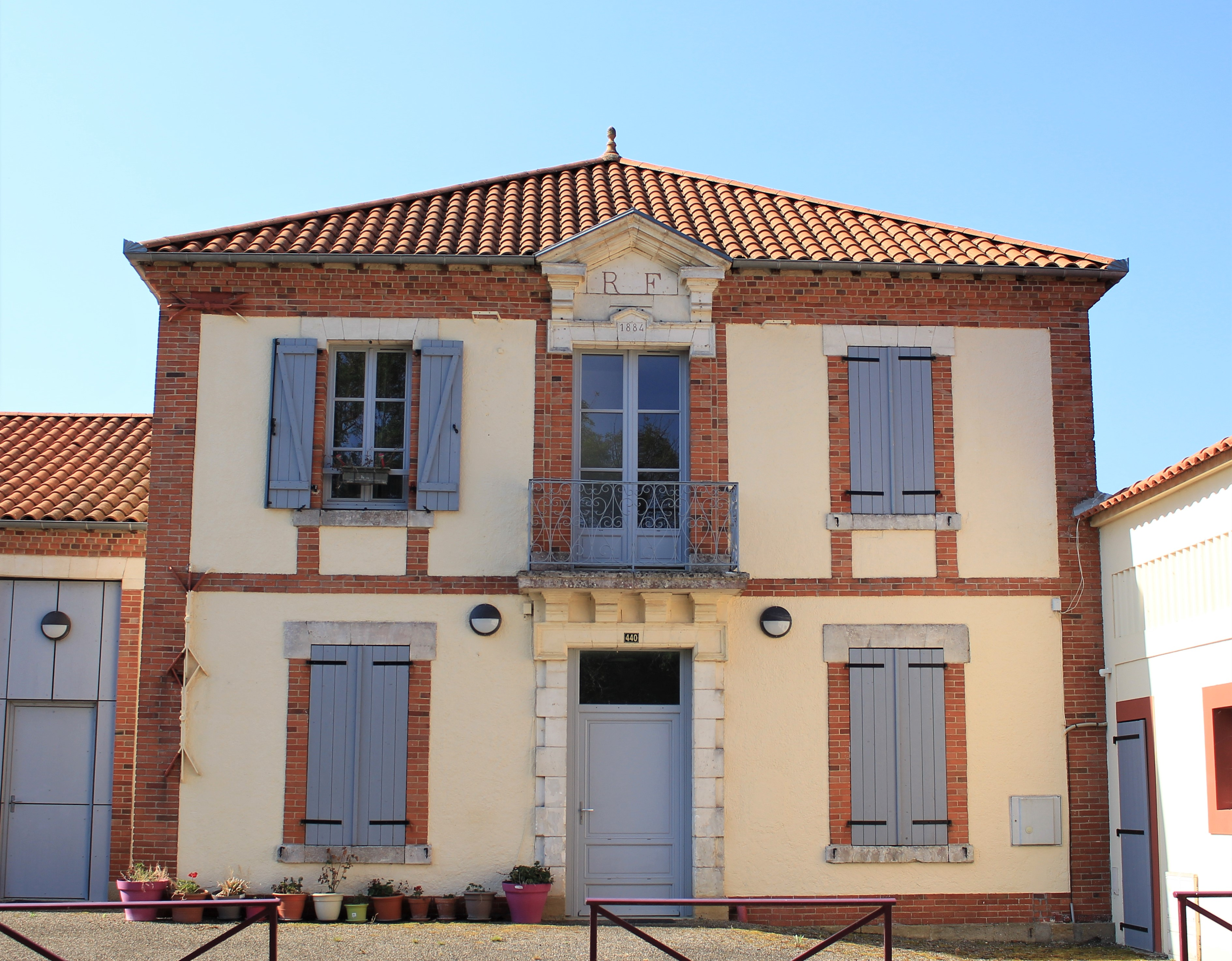
L'ancienne école en 2022.

La commune dépend de l'académie de Toulouse. Elle ne dispose plus d'école en 2017.

## Économie

### Emploi
|                | 2008  | 2013  | 2018  |
| -------------- | ----- | ----- | ----- |
| Commune        | 4,3 % | 2,3 % | 5,3 % |
| Département    | 7,7 % | 9,4 % | 9,8 % |
| France entière | 8,3 % | 10 %  | 10 %  |

En 2018, la population âgée de 15 à 64 ans s'élève à 82 personnes, parmi lesquelles on compte 74,7 % d'actifs (69,3 % ayant un emploi et 5,3 % de chômeurs) et 25,3 % d'inactifs,. Depuis 2008, le taux de chômage communal (au sens du recensement) des 15-64 ans est inférieur à celui de la France et du département.
La commune est hors attraction des villes,. Elle compte 9 emplois en 2018, contre 17 en 2013 et 17 en 2008. Le nombre d'actifs ayant un emploi résidant dans la commune est de 60, soit un indicateur de concentration d'emploi de 14,2 % et un taux d'activité parmi les 15 ans ou plus de 49,6 %.
Sur ces 60 actifs de 15 ans ou plus ayant un emploi, 5 travaillent dans la commune, soit 9 % des habitants. Pour se rendre au travail, 92,7 % des habitants utilisent un véhicule personnel ou de fonction à quatre roues et 7,3 % n'ont pas besoin de transport (travail au domicile).

## Culture locale et patrimoine

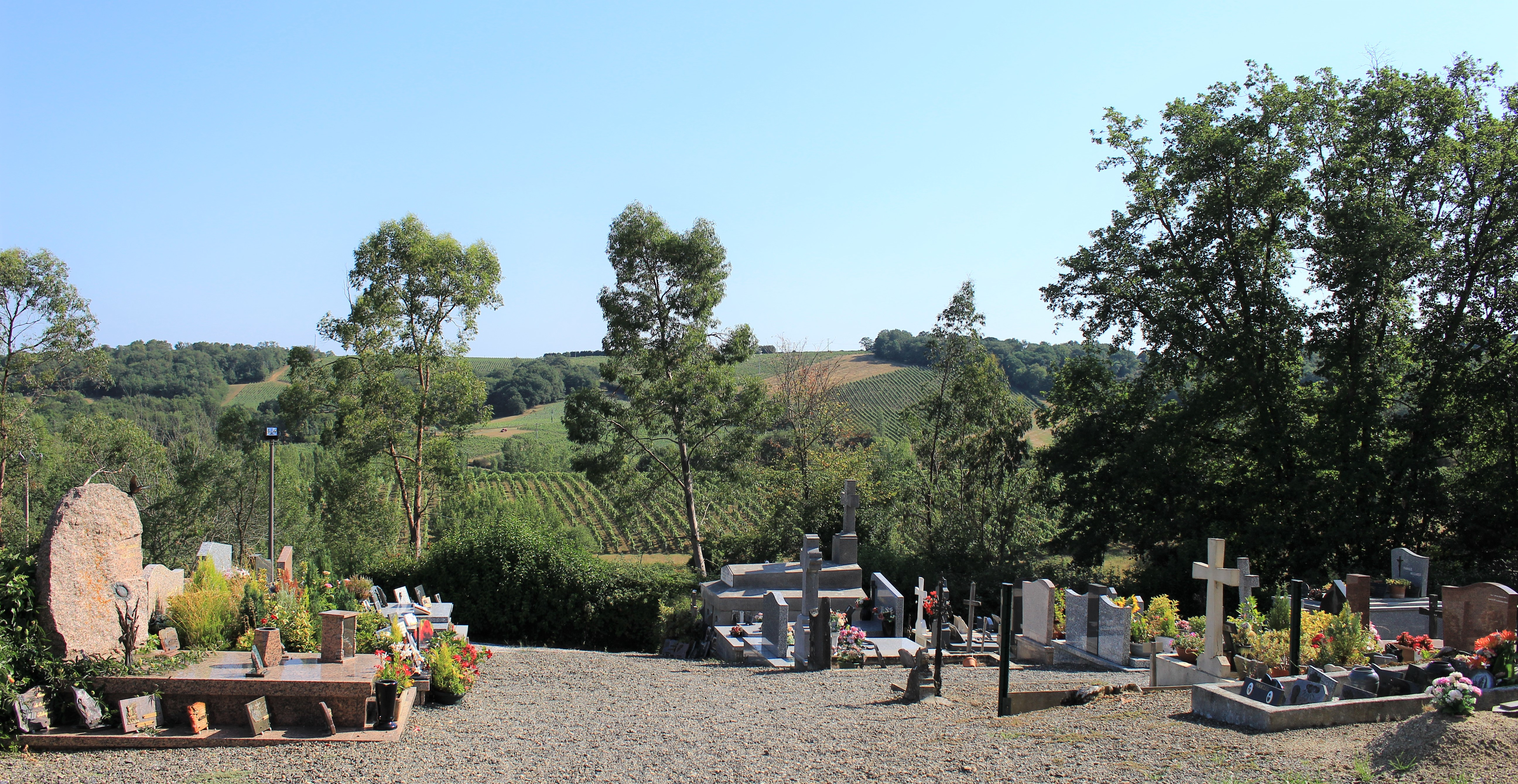
Le cimetière.

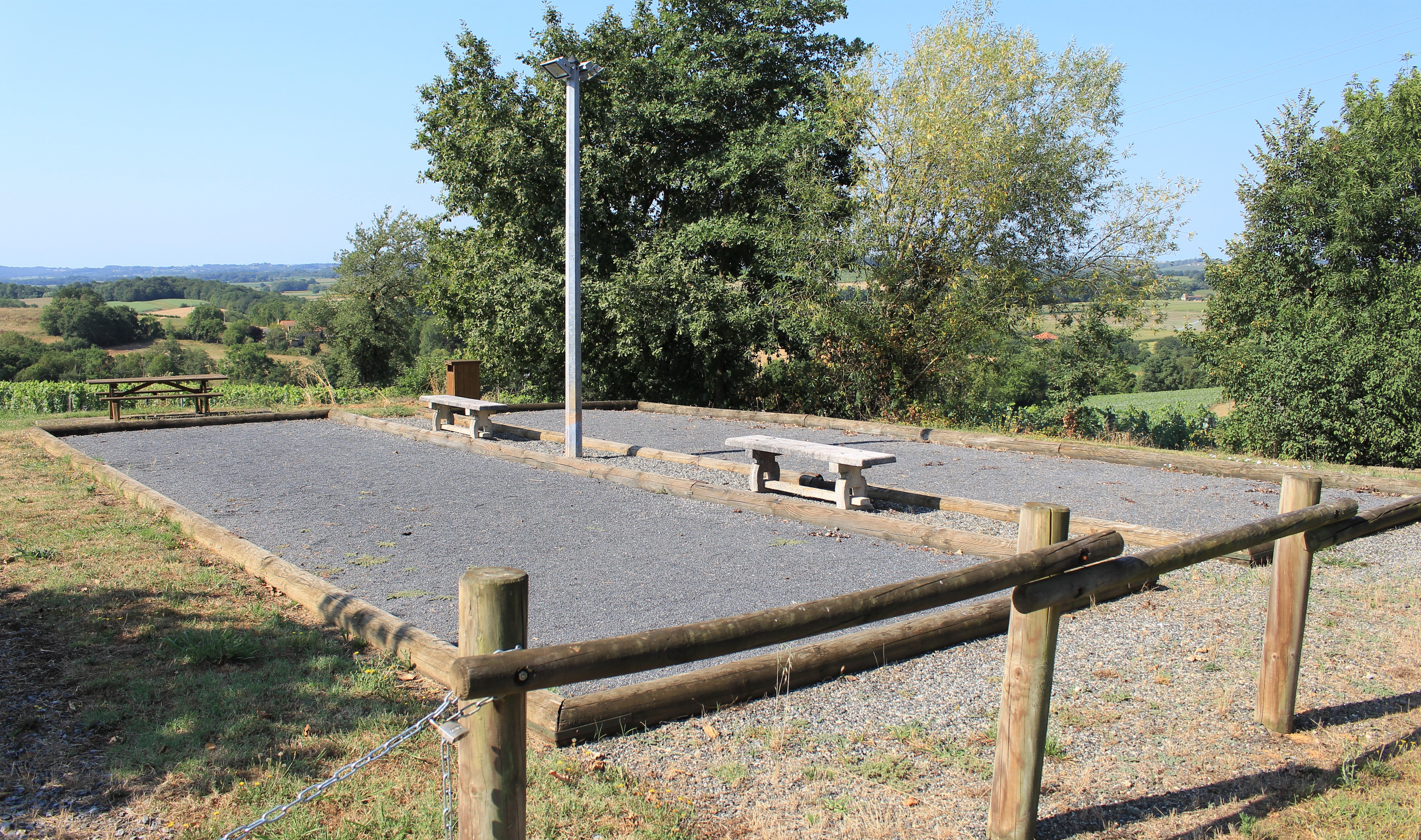
Le boulodrome en 2022.

### Lieux et monuments
- Église Saint-Jean-Baptiste de Saint-Lanne.

Sélection de vues de l'église Saint-Jean-Baptiste.
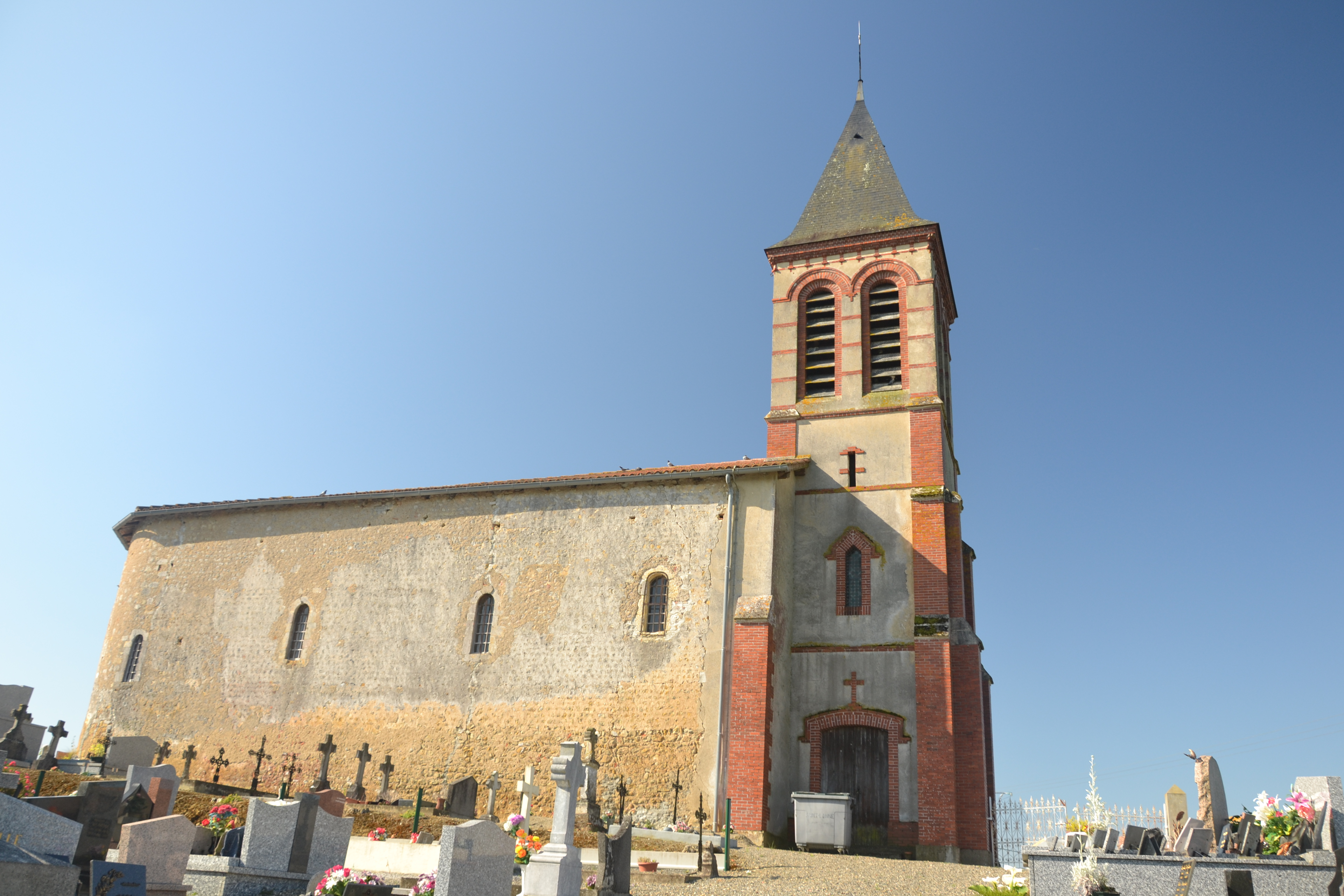
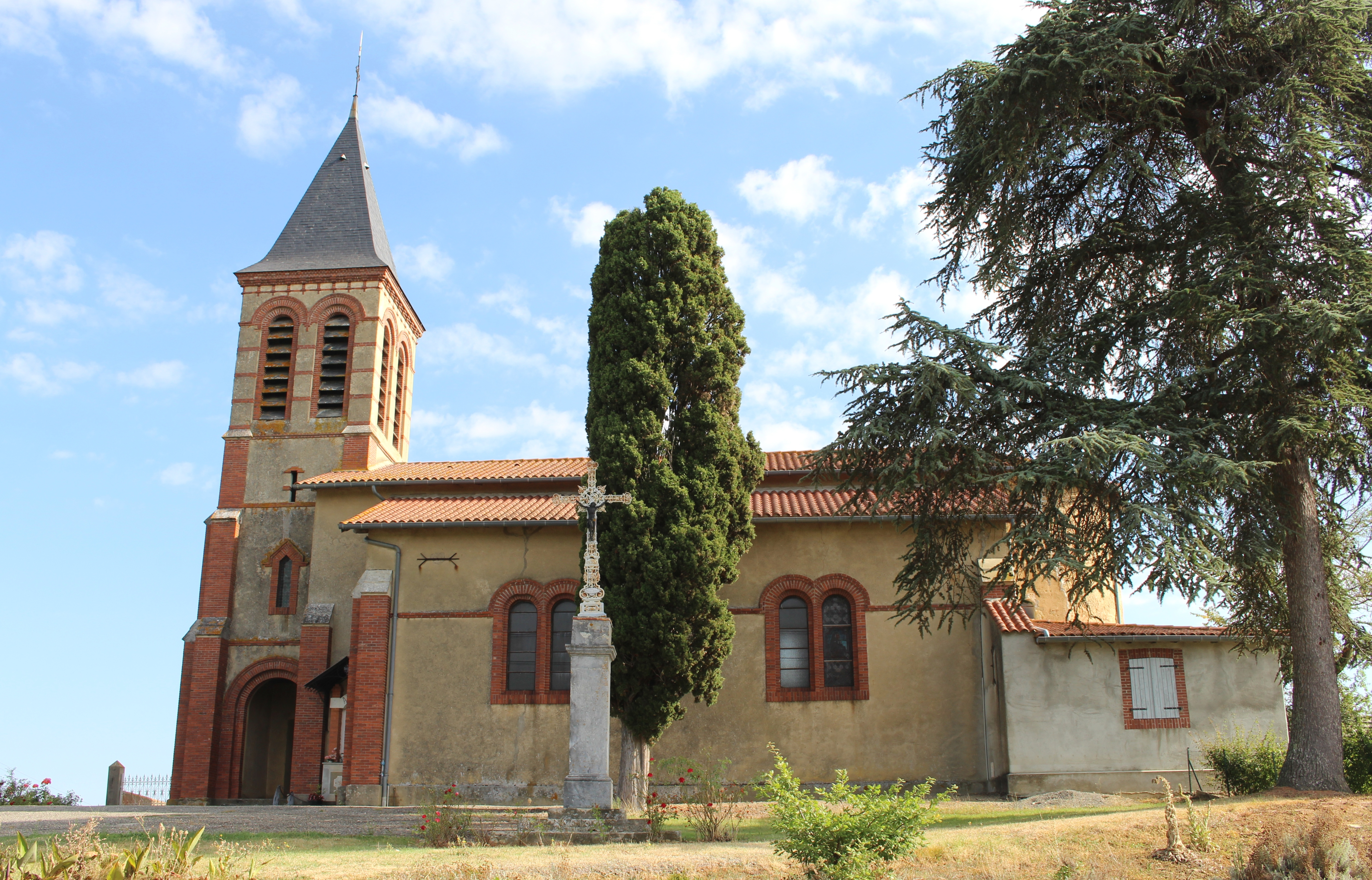

## Voir aussi

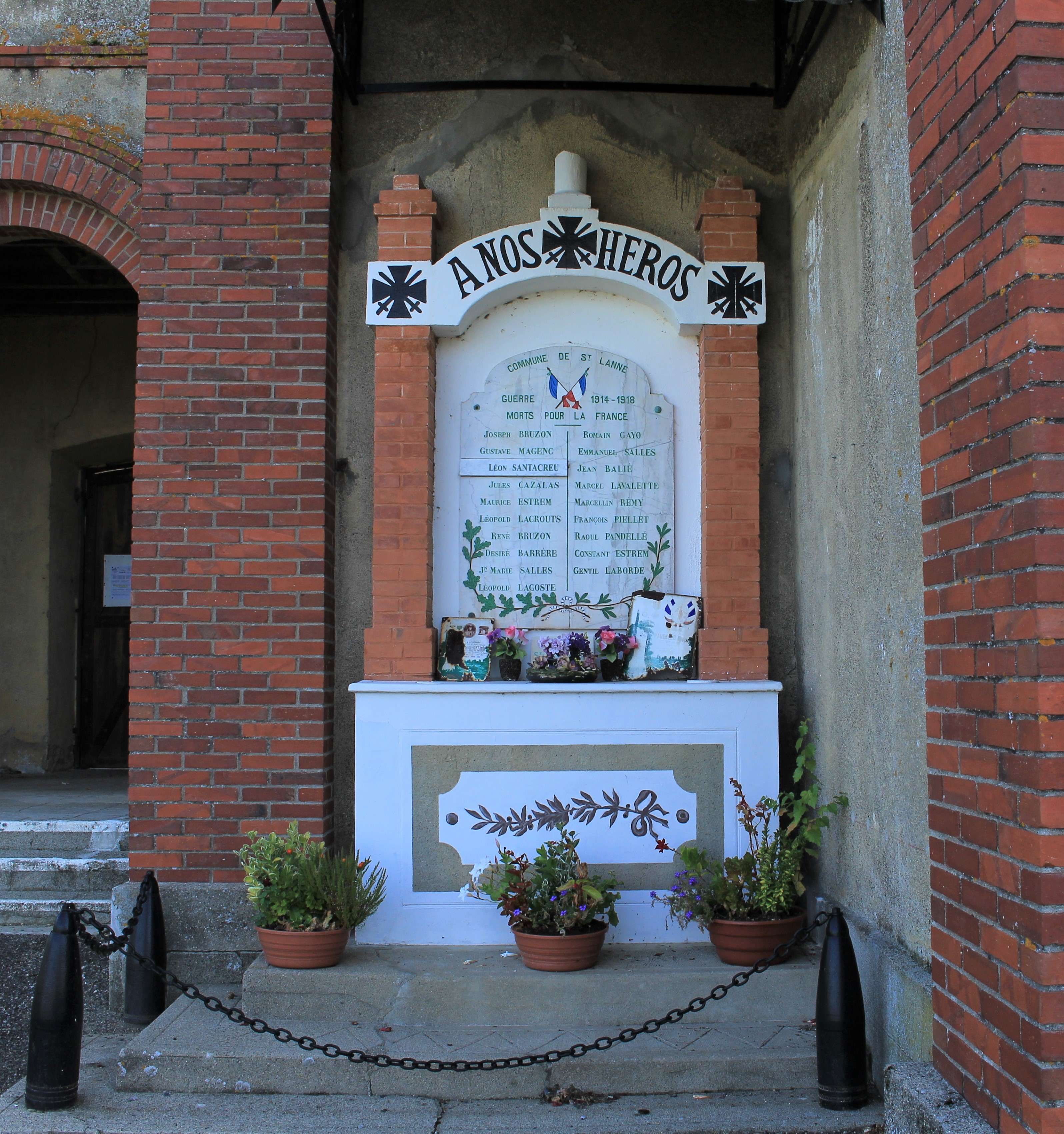
Le monument aux morts municipal.

### Héraldique
| Blason | Blasonnement : D'azur au lion d'or, au chef aussi d'azur chargé d'une croisette adextrée d'une mitre en bande et senestrée d'une crosse épiscopale contournée en barre, le tout aussi d'or. Commentaires : Ce blason est officiel (vérifié auprès de la mairie). |